# Skiomonadea
Skiomonadea es un pequeño grupo de protistas de filo Cercozoa que comprende actualmente únicamente el género Tremula, organismos biflagelados heterótrofos y fagotróficos con largos flagelos anterior y posterior que utilizan para deslizarse sobre el sustrato, y que no presentan una teca observable. Es capaz de sobrevivir en el suelo seco y a menudo vibra energéticamente durante el movimiento. A veces existe una fase ameboide que retiene ambos flagelos.